# Crytea mesoxantha
Crytea mesoxantha là một loài tò vò trong họ Ichneumonidae.